# Walter Kohler (Maler)
Walter Kohler (* 1. Mai 1903 in Schönbronn; † 28. Januar 1945 in Stuttgart) war ein deutscher Kunst- und Glasmaler und Mitbegründer der Stuttgarter Sezession.

## Werdegang
Der Sohn eines evangelischen Pfarrers studierte an der Stuttgarter Kunstakademie bei den Professoren Robert Poetzelberger und Christian Adam Landenberger. Bei einem Zwischensemester in Berlin kam er in Kontakt mit dem Expressionismus. Die Fenster in der evangelischen Kirche Gerhausen mit Passionsdarstellungen gehören zu seinen frühesten kirchlichen Werken. In der Degerlocher Kirche (heute Michaelskirche), in der sein Vater von 1922 bis 1934 Pfarrer war, schuf er 1940/41 die Chorfenster. Er gestaltete Kirchenfenster in Göppingen, Obertal (Baiersbronn), Mähringen und Sindelfingen, Wandbilder in evangelischen Kirchen wie in Berlin-Zehlendorf, in Reutlingen und in Hohenstaufen (1934–1940).
Für die Moritzkirche in Halle an der Saale erhielt Walter Kohler den Auftrag, drei zweiundzwanzig Meter hohe Chorfenster zu entwerfen. Die Auftraggeber waren begeistert und baten ihn um Entwürfe für die geplanten neuen Fenster des Naumburger Doms. Der Ausbruch des Zweiten Weltkrieges verhinderte die Ausführung dieses Werks. Walter Kohler wurde eingezogen und war als Soldat in Frankreich im Einsatz. Beim letzten schweren Luftangriff auf Stuttgart kam er in der Nacht zum 29. Januar 1945 ums Leben.
Sein Sohn Wolf-Dieter Kohler restaurierte nach dem Krieg die meisten Fenster seines Vaters, beseitigte Kriegsschäden und gestaltete selbst weitere Fenster hinzu (Philipp-Matthäus-Hahn-Kirche in Albstadt-Onstmettingen, Martinskirche in Neuffen).

## Werke

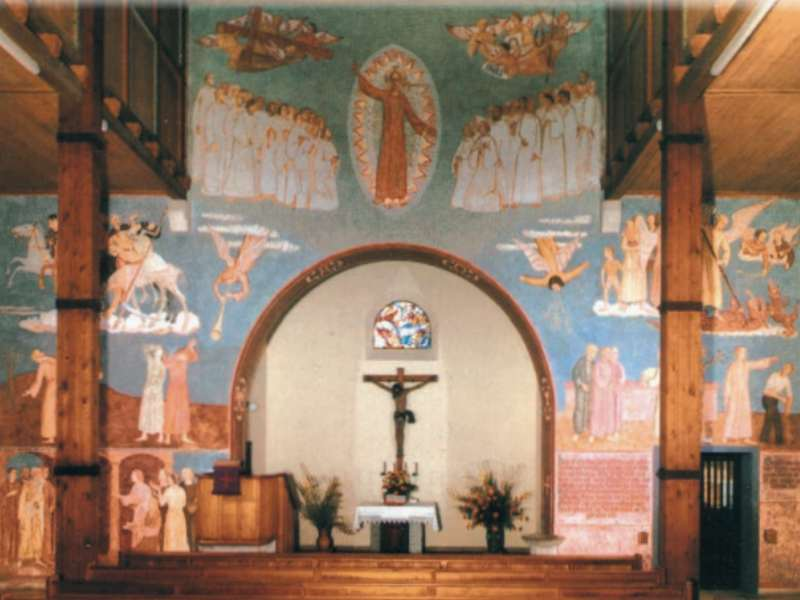
Wandgemälde ev. Kirche Hohenstaufen (1932–1940)

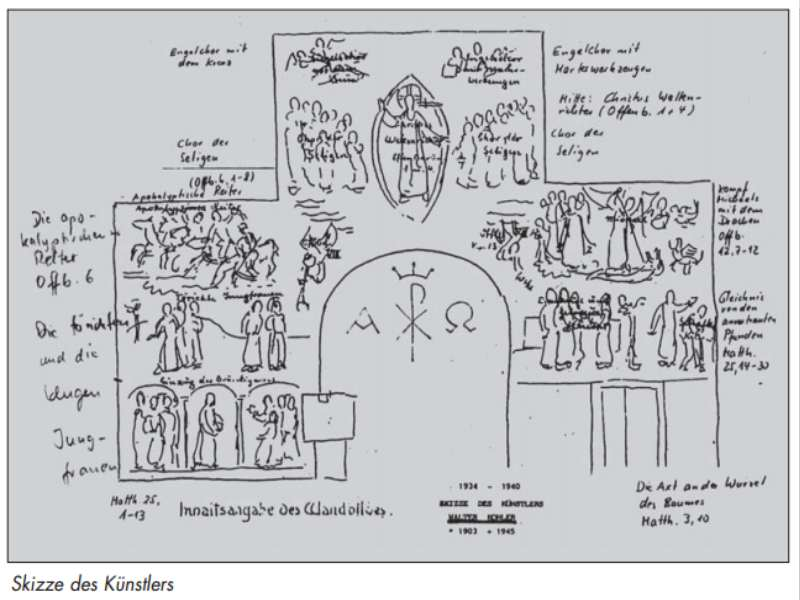

- 1927 in der evangelischen Kirche in Gerhausen
- 1928 Himmelfahrtsszene als Wandmalerei in der ev. Kirche Neubärental[2]
- 1930 in der St.-Agatha-Kirche in Weissach im Tal-Unterweissach[3]
- 1931 in der Kreuzkirche in Klingenstein[4][5]
- 1931 Auferstehungsfenster in der Evangelischen Stadtkirche in Weingarten[6]
- 1931 in der Kreuzkirche in Heslach[7]
- 1932 in der Martinskirche in Neuffen[8]
- 1932 in der Nikolaikirche in Heilbronn (im Krieg zerstört)
- 1933 in der evangelischen Kirche in Baiersbronn-Obertal
- 1933 in der Martinskirche in Sindelfingen[9]
- 1934 in der Stadtkirche St. Veit in Waldenbuch[10]
- 1935 in der Emmaus-Kirche (früher: Ernst-Moritz-Arndt-Kirche) Berlin-Zehlendorf[11]
- 1936 in der Christuskirche (Reutlingen)[12]
- 1938 in der Nikolauskirche in Schäftersheim (signiert)
- 1938/39 in der Johanneskirche Esslingen am Neckar[13]
- 1939 in der Moritzkirche in Halle (Saale) (Chorfenster)
- 1940 in der evangelischen Kirche in Hohenstaufen[14]
- 1940 in der evangelischen Oberhofenkirche in Göppingen
- 1941 in der Degerlocher Kirche (Michaelskirche)[15]
- 1942 in der Stephanskirche in Mähringen bei Kusterdingen (Chorfenster)